# Sandro Callari
Alessandro "Sandro" Callari (ur. 14 grudnia 1953 w Monterotondo) – włoski kolarz torowy i szosowy, brązowy medalista mistrzostw świata.

## Kariera
Największy sukces w karierze Sandro Callari osiągnął w 1979 roku, kiedy wspólnie z Maurizio Bidinostem, Pierangelo Bincoletto i Silvestro Milanim zdobył brązowy medal w drużynowym wyścigu na dochodzenie podczas torowych mistrzostw świata w Amsterdamie. Na rozgrywanych w 1976 roku igrzyskach olimpijskich w Montrealu Callari razem z kolegami z reprezentacji zajął piąte miejsce w tej samej konkurencji.